# ポデンゴ・ポルトゥゲス
ポデンゴ・ポルトゥゲス（ポルトガル語: Podengo Portuguese）は、ポルトガル原産のサイトハウンド犬種である。英語風にポデンゴ・ポーチュギース、ポーチュギース・ポデンゴなどとも呼ぶ。ラージ（グランデ Grande）、ミディアム（メディオ Médio）、スモール（ペケーノ Pequeno）の3サイズがあり、毛並みもスムースヘアとワイアーヘアの2種がある。

## 歴史
一説では紀元前10世紀にフェニキア人がポルトガルに持ち込んだ猟犬が先祖とされる。また、流入したグレイハウンド系の犬と土着の犬との交雑から生まれたともいう。サイズ毎に目的の違う狩猟に使われ、グランデは見通しのよい平地でのイノシシやシカといった大型哺乳類の猟、メディオは見通しの悪い場所でのウサギやキツネ、アナグマ等の猟、ペケーノはテリアと同様に巣穴に潜ってのウサギ狩りやネズミ駆除に使用される。15世紀には、クリストファー・コロンブスの航海に伝染病を媒介するネズミを駆除するための小型のポデンゴが同行したと言われる。
1902年にドッグショーに登場し、1954年には国際畜犬連盟に犬種標準（スタンダード）が認められた。更に、1978年に3サイズに分ける標準の改訂がなされた。現在はポルトガルで約5000頭の登録があるが、メディオの人気が高く、グランデは飼育頭数が少ない。ペケーノはペットとしても人気がある。また、ワイヤーコートの個体がアメリカ映画で「野良犬」役に使われることもある。

## 特徴

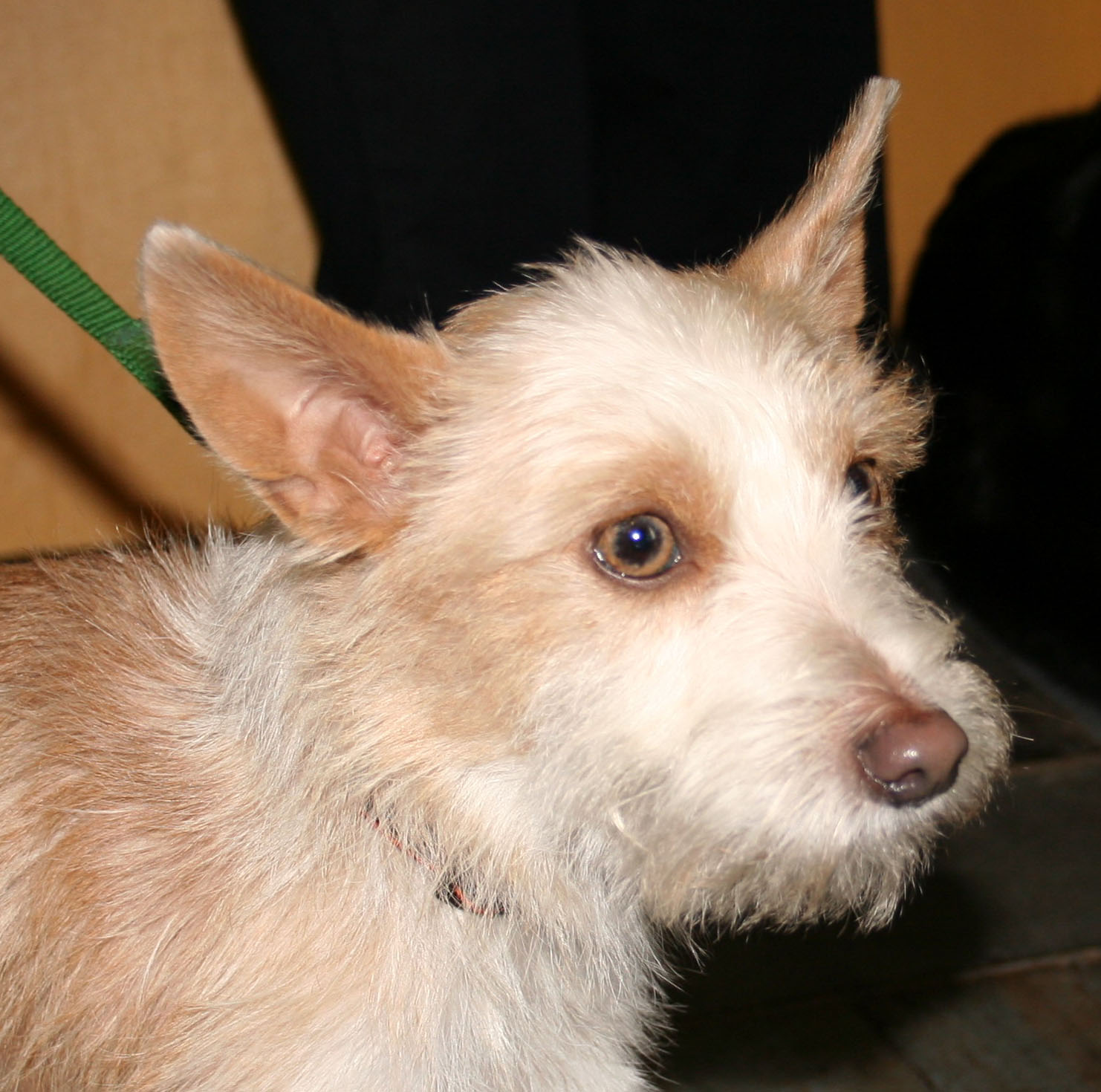
ペケーノ

サイトハウンド犬種であるため、俊足で機動性が高い。マズル・首・脚・胴・尾が長い。筋肉質で引き締まった体つきで、耳はろうそく耳（ろうそくの炎のような立ち耳）でピンと立っていて、尾は飾り毛のあるサーベル形の垂れ尾である。グランデは体高55〜70cm、体重20〜30kgの大型犬で、パワフルさとスタミナを併せ持つ。メディオは体高39〜54cm、体重16〜20kgの中型犬で、特にスピードと機動性が高い。ペケーノは体高20〜30cm、体重4〜6kgの小型犬で、小型化が進んだためにメディオの持つスピードは失ったが、家庭犬として人気がある。
コートは滑らかで短いスムースタイプのものと、硬くやや長いラフタイプの2種類がある。毛色はイエローやフォーンの多様な色調が認められ、白のマークがあるものもある。
性格は主人家族に忠実で優しく、明るく温厚である。